# Порино Виколо (Фрозиноне)
Порино Виколо је насеље у Италији у округу Фрозиноне, региону Лацио.
Према процени из 2011. у насељу је живело 80 становника. Насеље се налази на надморској висини од 271 м.